# Kees Boendermaker
Cornelis (Kees) Boendermaker (Amsterdam, 27 mei 1904 - Bergen (Noord-Holland), 4 juli 1979) was een Nederlands kunstschilder, tekenaar en aquarellist.
Hij genoot zijn opleiding bij de Rijksakademie van beeldende kunsten in Amsterdam en de School voor Kunstnijverheid in Haarlem. Hij was een leerling van Arnout Colnot. In het ouderlijk huis - zijn vader was de bekende kunstverzamelaar Piet Boendermaker - leerde hij de schilders van de Bergense School kennen en spoedig kwam hij in de gelegenheid zijn aanleg te ontwikkelen.
Toen Kees Boendermaker de Mulo had verlaten, wilde hij zijn schilderstalent verder ontwikkelen. Hij ging eerst naar de Kunstnijverheidsschool in Haarlem.  Door ziekte werd hij helaas gedwongen deze onderwijsinstelling te verlaten.  Onder leiding van Leo Gestel, die veel invloed op hem had werkte hij na zijn ziekte enige maanden in de Beemster. Boendermaker werkte vanaf 1923 in Amsterdam, hij maakte reizen naar Parijs, Boedapest, Praag en Bretagne. Hij vestigde zich in 1947 in Bergen NH.
Zijn onderwerpen omvatten  bloemstillevens, figuurvoorstellingen, landschappen, portretten, en stillevens. Hij werkte in de stijl van de Bergense School en was lid van Arti et Amicitiae in Amsterdam en het KunstenaarsCentrumBergen (KCB).